# Institutul Național al Patrimoniului
Institutul Național al Patrimoniului (INP) este o instituție guvernamentală din România înființată în anul 2009 prin comasarea Oficiului Național al Monumentelor Istorice cu Institutul Național al Monumentelor Istorice.
În anul 2011, Institutul de Memorie Culturală - CIMEC a fost comasat prin absorbție cu INP.

## Istoric
- Perioada 1892 – 1948: În anul 1892 a fost înființată „Comisiunea Monumentelor Istorice” (CMI) sub autoritatea Ministerului Instrucțiunii Publice. De-a lungul celor peste 50 de ani de funcționare, CMI a avut ca președinți personalități marcante de talia lui Nicolae Iorga, acesta fiind președintele CMI între anii 1923-1940. De asemenea, s-au remarcat personalități ca N. Ghika-Budești, Ștefan Balș, Arthur Verona, Horia Teodoru. Principalele atribuții ale CMI au constat în cercetarea monumentelor istorice, avizarea proiectelor, inspecția și evidența monumentelor istorice.

- Perioada 1949 – 1951: În aceasta perioadă au funcționat Comitetul pentru Așezăminte Culturale și Direcția Artelor Plastice din cadrul Comitetului pentru Artă, instituții care au încercat să preia atribuțiile fostei Comisiuni.

- Perioada 1952 – 1977: Direcția Monumentelor Istorice (DMI) denumire generică, întrucât „Direcția” a purtat mai multe nume: 
  - Între anii 1952-1959 s-a numit Direcția Generală a Monumentelor Istorice din cadrul Comitetului de Stat pentru Arhitectură și Construcții (CSAC).
  - Între anii 1959-1974 s-a numit Direcția Monumentelor Istorice și Direcția Monumentelor Istorice și de Artă din cadrul Comitetului de Stat pentru Construcții, Arhitectura și Sistematizare (CSCAS).
  - Între anii 1974-1977 s-a numit Direcția Patrimoniului Cultural Național din cadrul Consiliului Culturii și Educației Socialiste (CCES). Atribuțiile DMI au constat în cercetarea și proiectarea monumentelor, avizarea proiectelor, evidența și restaurarea monumentelor, având șantiere proprii de restaurare a monumentelor.

- Perioada 1978 – 1989: Direcția Economica și a Patrimoniului Cultural Național (DEPCN) în cadrul CCES. Atribuțiile DEPCN au constat în avizarea proiectelor, evidența și planurile de restaurare a monumentelor. 
  - La 15 martie 1978 se înființează Oficiul de Calcul (în subordinea Muzeului Național de Istorie), având drept obiectiv implementarea informatizării evidenței naționale a patrimoniului cultural. În 1981 acesta devine Centrul de Calcul pentru Cultură (în subordinea Consiliului Culturii și Educație Socialiste (CCES)), având atribuții de documentare informatizată a patrimoniului cultural.

- Perioada 1990 – 1994: Direcția Monumentelor, Ansamblurilor și Siturilor Istorice (DMASI) având ca principale atribuții cercetarea, proiectarea, avizarea proiectelor și evidența monumentelor istorice.
  - În 1990 - Centrul de Calcul pentru Cultură devine Centrul de Informatică, Memorie și Sinteză Culturală (CIMEC), instituție publică extrabugetară cu personalitate juridică, subordonată Ministerului Culturii.

- Perioada 1995 – 2008: În aceasta perioada DMASI s-a reorganizat și transformat succesiv astfel: 
  - Direcția Monumentelor Istorice (DMI) având ca principale atribuții avizarea proiectelor și inspecția șantierelor de execuție.
  - Institutul National al Monumentelor Istorice (INMI) care, până în 2001 s-a numit Centrul de Proiectare pentru Patrimoniul Cultural Național (CPPCN), cu atribuții de cercetare, proiectare și evidență a monumente istorice.
  - Oficiul Național al Monumentelor Istorice (ONMI) prin reorganizarea Centrului pentru Administrarea și Protecția Patrimoniului Cultural (CAPPC), apoi a Oficiului Național pentru Protejarea Patrimoniului (ONPP).
    - În 1998 CIMEC își schimbă denumirea în Institutul de Memorie Culturală (CIMEC).

- Perioada 2009 - 2012: În 2009 CIMEC este reorganizat ca filială cu personalitate juridică și venituri proprii în subordinea Centrului de Pregătire Profesională în Cultură (CPPC). Prin Legea nr. 329/2009, Oficiul Național al Monumentelor Istorice este comasat cu Institutul Național al Monumentelor Istorice și formează Institutul Național al Patrimoniului (INP), iar prin Ordonanța de Urgență nr. 12/2011, Institutul de Memorie Culturală - CIMEC este comasat prin absorbție cu INP.[2]

## Atribuții
Institutul Național al Patrimoniului are următoarele atribuții principale (cf. HG. nr. 593/2011):
- gestionează fondurile destinate cercetării, expertizării și executării lucrărilor de consolidare-restaurare și punere în valoare a monumentelor istorice, prin Programul Național de Restaurare a Monumentelor Istorice, finanțat de la bugetul de stat;
- administrează, în numele Ministerului Culturii, monumentele istorice intrate cu orice titlu în proprietatea statului, altele decât cele administrate de alte instituții publice;
- gestionează, prin acordarea de credite, sumele provenite din aplicarea timbrului monumentelor istorice, precum și din alte surse cu aceeași destinație;
- elaborează, potrivit strategiei Ministerului Culturii, și supune spre aprobare acestuia Programul Național de Restaurare a Monumentelor Istorice și asigură atribuirea contractelor de proiectare și execuție a lucrărilor de restaurare, conservare, protecție și punere în valoare a obiectivelor cuprinse în acesta;
- verifică și propune spre avizare, potrivit legii, documentațiile tehnico-economice pentru lucrările contractate;
- asigură asistența tehnică de specialitate pentru Ministerul Culturii în domeniul organizării activității de protejare a monumentelor istorice;
- propune Ministerului Culturii inițierea de acte normative în domeniul protejării monumentelor istorice;
- asigură fundamentarea științifică a deciziilor și a avizelor Comisiei Naționale a Monumentelor Istorice privind clasarea și evidența monumentelor istorice, intervențiile asupra acestora, precum și în zonele lor de protecție;
- elaborează dosarele pentru monumentele istorice propuse a fi incluse în Lista patrimoniului mondial;
- elaborează și actualizează periodic Lista Monumentelor Istorice [LMI] din România;
- administrează fondul documentar al monumentelor istorice, care cuprinde: arhiva, fototeca, fondul cartografic și biblioteca, care sunt proprietatea publică a statului român;
- gestionează Registrul specialiștilor, experților și verificatorilor tehnici, precum și procedurile de atestare și înscriere în acesta, în conformitate cu metodologia aprobată prin ordin al ministrului culturii și patrimoniului național;
- poate declanșa procedura de clasare a bunurilor imobile și a bunurilor imobile aflate în pericol și poate elabora dosarele de clasare conform Normelor metodologice de clasare și inventariere a monumentelor istorice, aprobate prin ordin al ministrului culturii și patrimoniului național;
- realizează și pune în valoare, în interes public, baze naționale de date pentru patrimoniul arheologic, patrimoniul cultural mobil, patrimoniul cultural imaterial și resursele informaționale asociate. Acestea includ: baza națională de date a inventarului patrimoniului cultural național mobil și a patrimoniului clasat, baza națională de date a Repertoriului Arheologic Național [RAN] și sistemul informațional geografic aferent, baza națională de date a arhitecturii vernaculare din muzeele în aer liber, Registrul bunurilor culturale distruse, dispărute, furate sau exportate ilegal, Catalogul colectiv național al cărții vechi, baza de date a patrimoniului imaterial, baza de date a specialiștilor și experților în domeniul patrimoniului cultural mobil, Registrul arheologilor, baza de date a muzeelor și colecțiilor și altele;
- îndeplinește funcția de agregator național în procesul de implementare a Programului național pentru digitizarea resurselor culturale naționale și crearea Bibliotecii Digitale a României - componentă a bibliotecii digitale europene -Europeana.eu, asigurând interfața dintre furnizorii de conținut, respectiv instituții publice sau alte organizații deținătoare de resurse culturale, și serviciile tehnice care gestionează programul la nivel comunitar;
- oferă asistență tehnică și de specialitate instituțiilor culturale, întreține programul DOCPAT pentru documentarea patrimoniului cultural, precum și alte sisteme informatice și aplicații utilizate de către operatorii culturali;
- întreține și dezvoltă site-ul web al patrimoniului cultural din România E-patrimoniu.ro și portalul național Culturalia.ro;
- editează Revista monumentelor istorice și Buletinul monumentelor istorice, precum și alte publicații de specialitate.